# Peuplier à grandes dents
Populus grandidentata
Espèce
Classification APG III (2009)
Répartition géographique
Le Peuplier à grandes dents (Populus grandidentata) est une espèce de plantes à fleurs de la famille des Salicaceae. C'est un peuplier originaire du nord-est des États-Unis et du sud-est du Canada.  C'est une espèce semblable au peuplier faux-tremble.
C'est un arbre pouvant atteindre 20 m de hauteur, avec un tronc de 30 cm.  Il peut vivre jusqu'à 60 ans.

## Description
La feuille du peuplier à grandes dents est ovale ou presque ronde, alterne, simple, crénelée, affichant de 7 à 15 grandes dents arrondies et inégales de chaque côté. Le dessus est vert foncé et le dessous plus pâle. 
L'écorce quant à elle est grisâtre, légèrement orangée, lisse chez le petit arbre et se crevasse profondément et devient progressivement plus grise chez les vieux spécimens. 
Les fleurs sont des chatons pendants (mâle et femelle) qui émergent avant l’apparition des feuilles. 
Le fruit est un chaton femelle portant des capsules étroites et pubescentes qui s’ouvrent en deux à maturité.
Le peuplier à grandes dents se distingue du peuplier faux-tremble surtout par les grosses dents de sa feuille et la coloration plus foncée de son tronc.

## Galerie

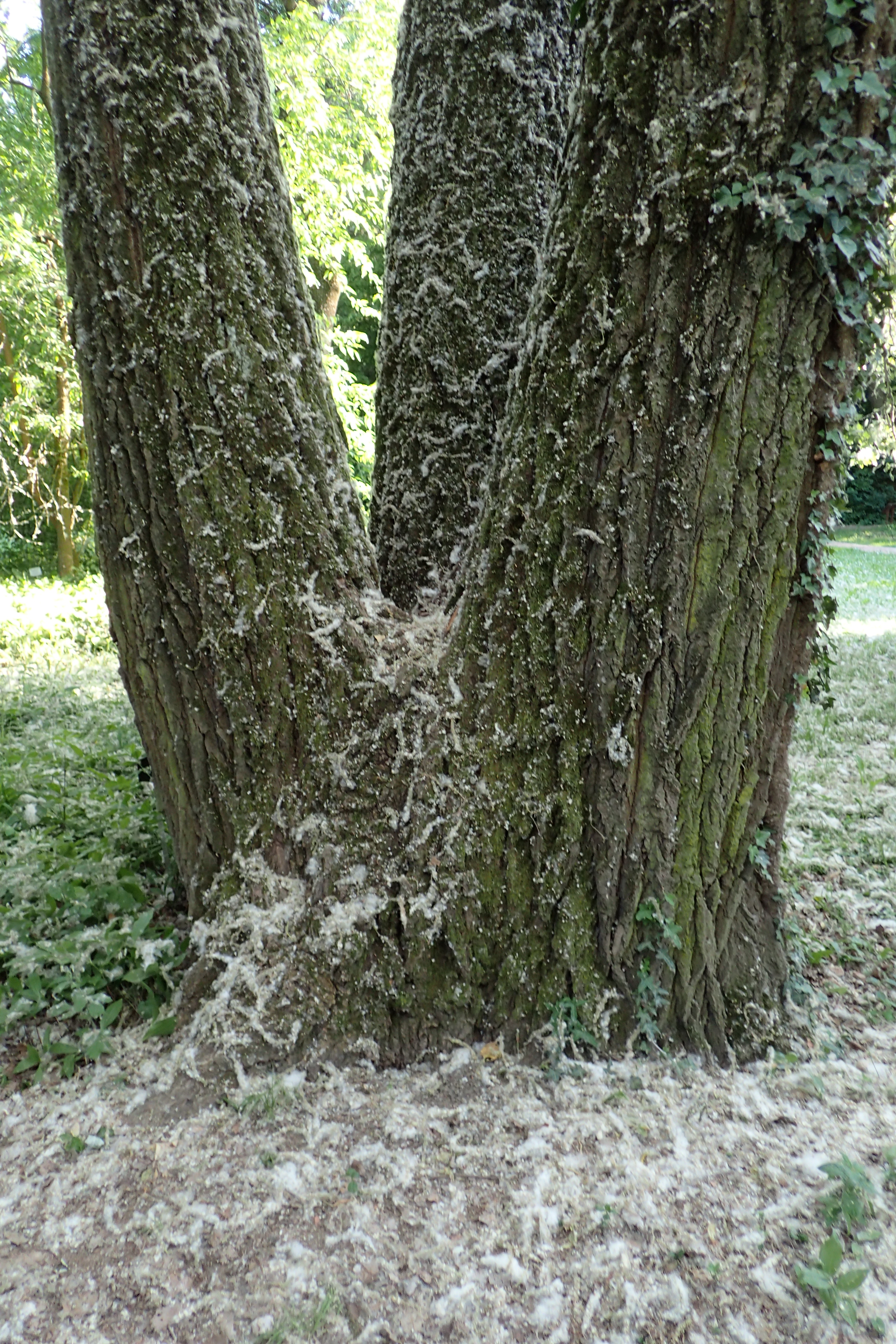
Tronc mature de Populus grandidentata.
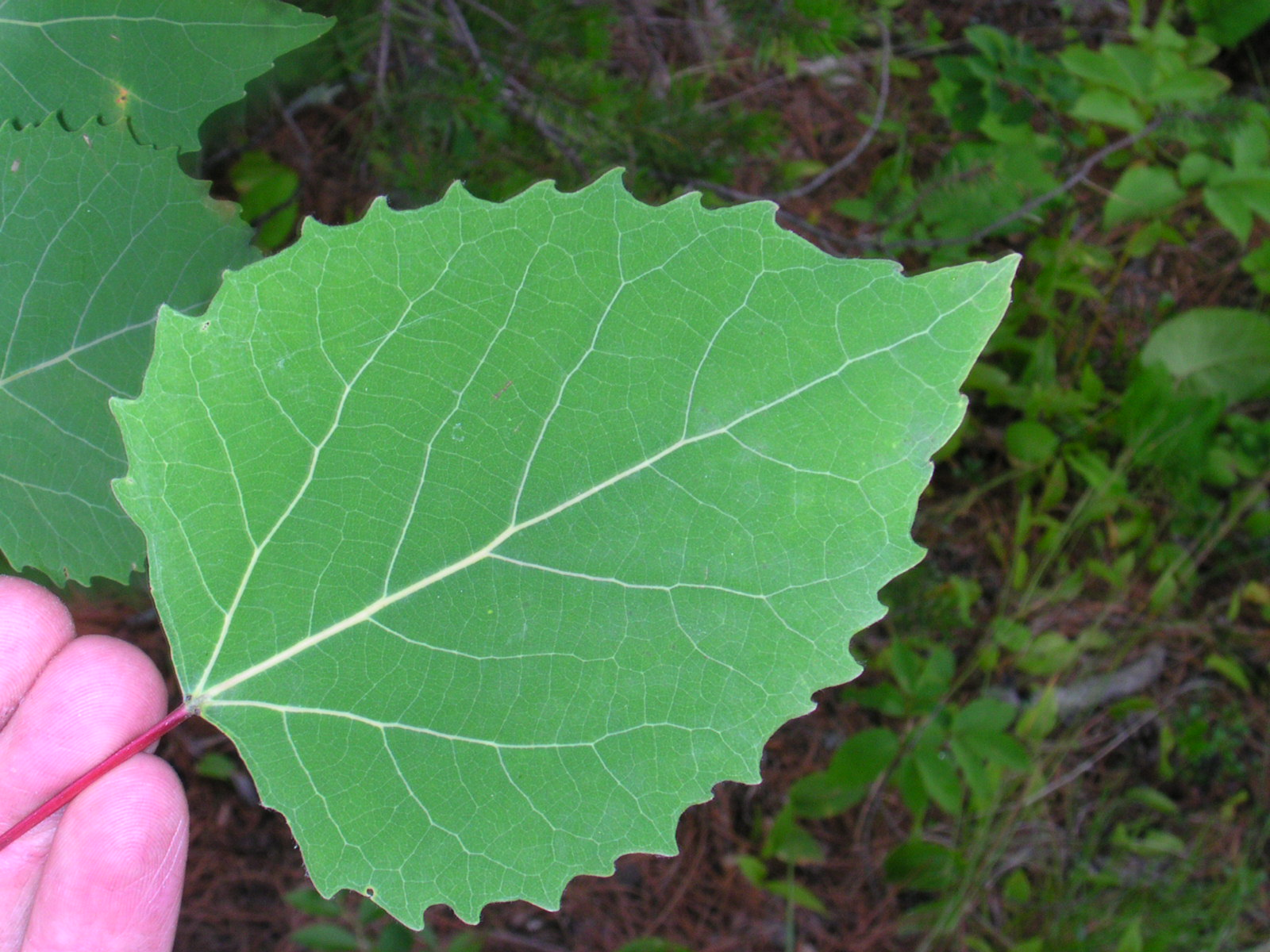
Feuille de Populus grandidentata.
Jeunes spécimens de Populus grandidentata.
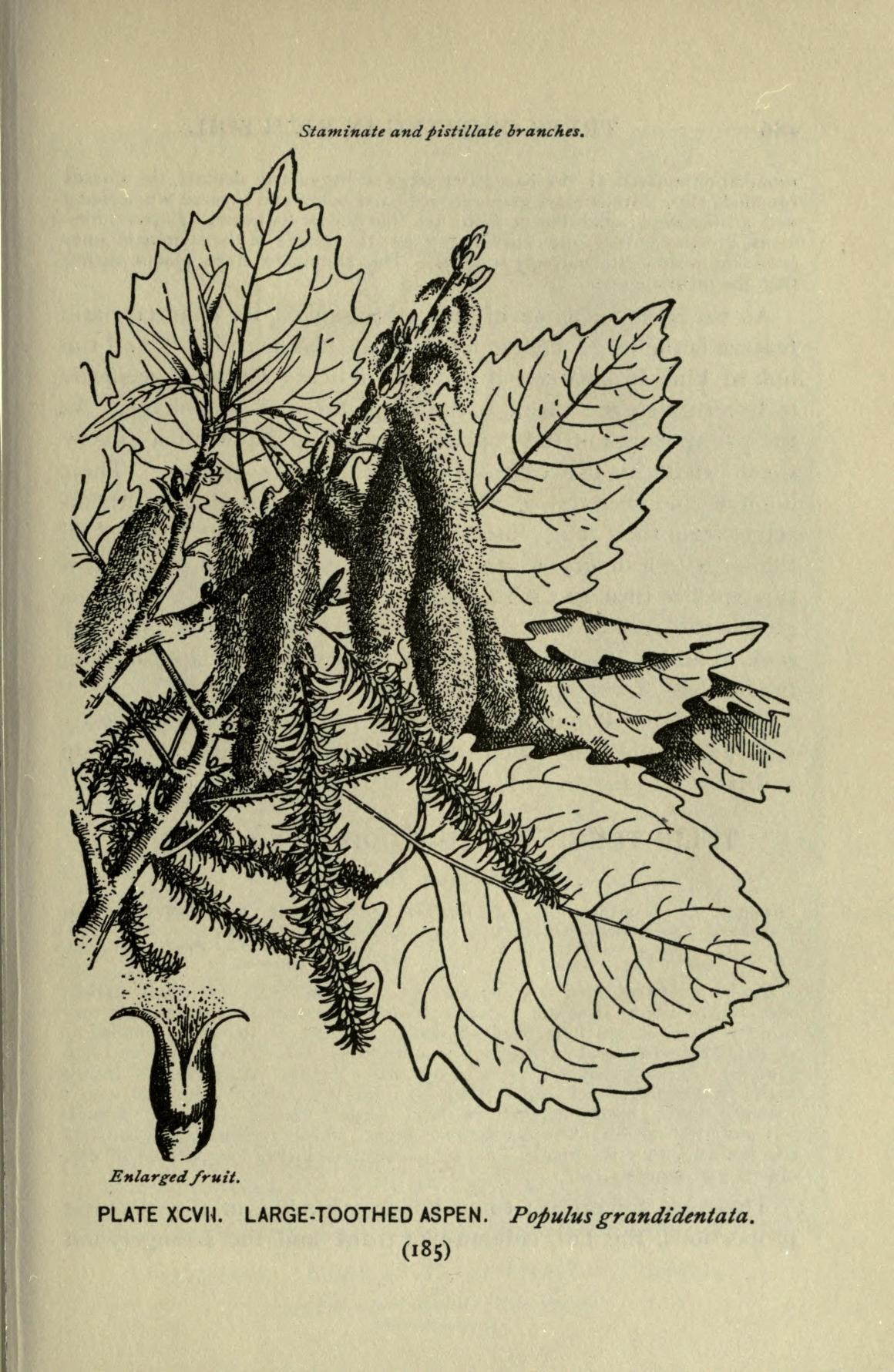
Illustration botanique de Populus grandidentata par Alice Lounsberry.